# Hongkong-Dollar
Der Hongkong-Dollar (chinesisch 港元, Pinyin Gǎngyuán, Jyutping Gong2jyun4, ehemals 港圓 / 港圆; ugs. 港幣 / 港币,  Gǎngbì, Jyutping Gong2bai6, kant. 港紙 / 港纸, Jyutping Gong2zi2) ist die Währung der chinesischen Sonderverwaltungszone Hongkong. Daneben wird er auch in der Sonderverwaltungszone Macau und einigen Teilen der Volksrepublik China, vor allem in der Provinz Guangdong, zur Bezahlung akzeptiert. Der Hongkong-Dollar ist lose an den US-Dollar gekoppelt. Der ISO-Code des Hongkong-Dollars ist HKD.

## Geldpolitische Autorität
Hongkong war rund 154 Jahre lang eine Kronkolonie der Britischen Monarchie. Nach dem Wechsel ins Hoheitsgebiet der Volksrepublik China am 1. Juli 1997 behielt die Sonderverwaltungszone laut Grundgesetz sowie chinesisch-britischer Übergabe-Erklärung die Souveränität über Währungsangelegenheiten. Diese wird von der Hong Kong Monetary Authority, Abk.: HKMA (香港金融管理局, kurz: 金管局), ausgeübt. Die HKMA stellt sicher, dass Hongkongs gesamte Geldbasis durch US-Dollar-Währungsreserven gedeckt ist. Hierzu verfügt die HKMA über eine der größten Devisenreserven der Welt.
Die HKMA gibt Banknoten allerdings nicht selbst heraus, sondern hat das Recht des Notenprivilegs dazu an drei verschiedene Banken in Hongkong vergeben. Diese Banken sind:
| Bank                                      | Langzeichen                 | Kurzzeichen                 | Pinyin                                               |
| ----------------------------------------- | --------------------------- | --------------------------- | ---------------------------------------------------- |
| Bank of China – BoC (Hong Kong)           | 中國銀行 (香港)             | 中国银行 (香港)             | Zhōngguó Yínháng (Xiānggǎng)                         |
| Hongkong & Shanghai Bank – HSBC           | 香港上海匯豐銀行 – 匯豐銀行 | 香港上海汇丰银行 – 汇丰银行 | Xiānggǎng Shànghǎi Huìfēng Yínháng – Huìfēng Yínháng |
| Standard Chartered Bank – SCB (Hong Kong) | 渣打銀行 (香港)             | 渣打银行 (香港)             | Zhādǎ Yínháng (Xiānggǎng)                            |

Die Banken dürfen nur dann neue Dollar-Noten ausgeben, wenn der entsprechende Wert in US-Dollar ihrer Einlage entspricht. Jede dieser Banken gibt Banknoten der Stückelung 20, 50, 100, 500 und 1.000 HKD in vorgegebenen Grundfarben und Abmessungen heraus, jedoch sind diese Banken frei in der Gestaltung des Designs der Banknoten. Schon vor der offiziellen Übergabe der ehemaligen Kronkolonie Großbritanniens an China 1997 wurden Banknoten und Münzen, die das Abbild der Königin Elisabeth II. zeigten, langsam aus dem Umlauf genommen. Heute zeigen die meisten Banknoten und Münzen Hongkongs unter anderem die Bauhinien-Blüte der Art Bauhinia × blakeana, auch „Hongkong-Bauhinie“ (洋紫荊) bzw. „Hongkong-Orchideenbaum“ (香港蘭) genannt, Stadtblume bzw. Wappensymbol von Hongkong.
Neben den Banken gab und gibt die Regierung der ehemaligen Kronkolonie und heutigen Sonderverwaltungszone ebenfalls Banknoten heraus, die allerdings kleine Nennwerte aufweisen. Die erste Banknote zu 1 Dollar erschien 1935. Heute wird eine 10-HKD-Banknote von der Regierung der Sonderverwaltungszone herausgegeben.

## Währungssystem
Von 1863 bis 1935 war der Silberdollar gesetzliches Zahlungsmittel. Die heimische Währung war von Dezember 1935 bis November 1967 mit einem Kurs von 16 HKD:1 GBP an das Pfund Sterling gebunden. Von November 1967 bis Juni 1972 lag der fixierte Wechselkurs bei 14,55 HKD je Pfund.
Im Juli 1972 wurde der Hongkong-Dollar erstmals fest an den US-Dollar gekoppelt. Die anfängliche Parität von 5,65 HKD je USD wurde im Februar 1973 auf 5,085 HKD je USD angepasst. Der Wechselkurs wurde im November 1974 freigegeben, im Oktober 1983 aber wieder fixiert. Seitdem war der Hongkong-Dollar zu einem Umtauschkurs von 7,80 HKD je US-Dollar an die amerikanische Währung gekoppelt, wobei der HKD aufwerten, aber nicht abwerten durfte.
Zum 1. Mai 2005 wurde diese Kopplung weiter gelockert, der HKD darf seitdem in einer Bandbreite um den Wert von 7,80 HKD je US-Dollar schwanken, wobei es keine festgeschriebenen Werte dieser Bandbreite gibt.